# 石楯尾神社
石楯尾神社（いわたておのじんじゃ、或いは いわたておじんじゃ）とは、延長5年（927年）の『延喜式神名帳』に記載されている相模国の延喜式内社十三社の内の一社（小社）で、鎮座地については同帳に「高座郡石楯尾神社」とある。
相模川右岸の石楯尾神社（名倉大権現）の所在する津久井地域は、中世まで愛甲郡に属し「奥三保」と呼ばれ、相模川左岸の旧相模原市域と三井、中沢、川尻など旧津久井町北部および旧城山町北部、旧藤野町北部および旧相模湖町北部も含めた相模川左岸（北岸）全体が高座郡に属していたが、室町に発生した野火で高津座峯にあった石楯尾神社の古代文書が焼失し、現存しない。
このため、いわゆる論社のあるものは高座郡石楯尾神社のみである。この社に関しては、神奈川県内に論社が七社も存在する。本項では論社とされる神社全てを併記している。

## 石楯尾神社（名倉大権現）
石楯尾神社（いわたておのじんじゃ）は、神奈川県相模原市緑区名倉に鎮座する神社である。「名倉の権現さま」とも呼ばれる。
境内の中央には御神木として、推定樹齢400年とされる樹高40m、胸高3.7mの二本杉（夫婦杉）がある。この杉と社叢は神奈川県指定天然記念物になっている。
当社は創建当初はいまの場所より西方の甲斐国寄りの国境（山梨県と神奈川県の県境）に鎮座していたと伝えられ、延喜式記載の鎮座地である「高座郡」（旧愛甲郡）の圏外に位置する。当時は郡の範囲が北西部の相模川沿いまで伸びていたとする説もある。
旧来「エボシ岩」が礼拝対象であった。この岩と伝わるものが明治に入るまで当社の東方近辺にあったが、中央本線の鉄道建設工事の折に撤去されてしまった。また、この岩から見て当社は尾っぽの方（相模国の端であり、地形的には丘陵の端でもある）に位置するので、「石楯尾（いわたてお）」と呼ばれるようになったともいわれる。
応神天皇の御幸所で御造営があったとも伝えられ、天安元年（857年）、従五位下の神とし官社に預った事が文徳実録に記載されている国史所載社である。延喜式では式内小社に列した延喜式内社であるが三増合戦の禍を受け、永禄12年（1569年）社殿全部が火災にあい、古記録まで焼失した。
社殿は享保9年（1724年）に建築されたものである。明治6年（1873年）、社格制定に際し郷社となる。1923年（大正12年）、神奈川県告示第26号により神饌幣帛料供進指定神社に指定され、1948年（昭和23年）には神奈川県神社庁の献幣使参向神社に指定された。
神社明細帳は元亀元年（1570年）に消失したとされ由緒がわからなくなっていたが、1942年（昭和17年）に神社明細帳の訂正が許可され、正式に式内社として国家から認められた。また戦後には、古文書によっても証明されたとされる。
桂川南岸に鎮座していることから、式内社調査報告では地形的に当社が式内社である可能性が高いとしている。また、文化5年（1808年）と翌年に神祇官から献上された幣帛が今に残っており、実際の証明物としても論社の中で最古のものである。

### 祭神
- 石楯尾大神
- 産土神
- 伊邪那基幹神
- 天御中主神
- 天常立神
- 国常立神
- 天照座皇大神
- 大歳神
- 猿田彦神
- 菊理姫神
- 事代主神
- 日本武尊
- 護良親王

### 祭礼
- 2月節分 - 節分祭
- 4月10日 - 春季大祭
- 8月26日 - 例大祭
- 11月28日 - 秋季大祭
- 毎月1日 - 月次祭
- 満月の日 - 霊開きの祭（朝9時 ※社務所にて申込み）

### 境内社
- 祖霊社
- 浅間神社
- 疱瘡神社
- 御嶽神社
- 日月両宮
- 蔵祖神社
- 天満天神
- 春日神社

### 交通
- JR中央本線の藤野駅から富士急バスの「名倉循環線」[4]に乗車して「名倉」下車、徒歩13分ほど。
- 同駅より徒歩30分ほど。また、同線の上野原駅からも徒歩30分前後で行くことが可能。

### 備考
御朱印などを頂く際、社務所に人がいない場合もある。

### 参照
1. ↑  津久井郡#歴史
2. ↑  相模原市#歴史
3. ↑  “【歴史】石楯尾神社”.   藤野観光協会. 2023年6月8日閲覧。
4. ↑  路線バス：上野原･藤野地区（富士急バス）

## 石楯尾神社（佐野川の御石杜）
石楯尾神社（いわたておじんじゃ）は、神奈川県相模原市緑区佐野川に鎮座する神社である。佐野川の御石杜(おいしのもり)と呼ばれる。
景行天皇庚戌40年（110年）、日本武尊東征の帰りのこと。軍刀利神社（ぐんだりじんじゃ）には神実（かむざね）として草薙の剣、石楯尾神社には天磐楯（あまのいわたて）を東国の安定した治世のため「三国山」に鎮め神武天皇を祀っり今日に至る。武尊勅で石楯と呼ぶ。この倉を高座といい、高座石楯尾神社と呼ばれた。このように石楯尾神社はかつては生藤山の東、高津座（つつぐら）峯にあって奥の宮と呼ばれ、ふもとの蚕山（こやま、931m）には前社がおかれていた。
祭られている坂上石楯は、高座郡の県主で当地の住人であった。第47代淳仁天皇の天平宝字8年（764年）に藤原仲麻呂の乱（恵美押勝の乱）のとき、乱を鎮めた功によって、高座・大住・鮎川・多摩・都留の五郡を賜ったといわれ、石楯尾神社の保護者である。藤木姫は石村石楯の妻である。
生藤山の東、高津座（つつぐら）峯にあって奥の宮は、400年以上前の室町時代の文禄年間（1593年〜1596年）に野火の災に罹る。
本来は巨石を祀っていたという。江戸時代には武甲相三州から多くの民衆がお参りし、幼児の疳虫除けの祈祷を受けたという。
1871年（明治4年）、2023年現在の本社を以て石楯尾神社と称し、蚕山にあった社を廃した。
幣殿、拝殿は1937年（昭和12年）に改築されたが本殿は室町時代の建築様式をよく伝えている。本殿棟札には「天保7年（1836年）11月氏子中、調写、浄善石船、謹記」とある。神楽殿は弘化年間（1854年）に建てられたものである。ずらりと境内社が並ぶも、伝承は伝わっていない。

### 祭神
- 神日本磐余彦尊（かむやまといわれひこのみこと）
- 石村石楯（いわむらいわたて）
- 藤木姫（ふじきひめ）

#### 県指定文化財
重要文化財
- 本殿（指定日:1996年2月13日）
- 桁行3メートルの一間社切妻造の大規模社殿である。向拝殿と母屋背面桁の高さをそろえて全体を切妻屋根で覆ってある。蟇股（かえるまた）や絵様などから16世紀末頃の建築と推定されている[6]。

### 交通
- JR中央本線上野原駅から富士急バスの「井戸」行きに乗車[7]、「石楯尾神社前」下車すぐ。
- 同駅より徒歩1時間40分ほど。
- 同駅よりタクシー。

### 備考
相模原市緑区与瀬にある與瀬神社が当社の管理を兼務している。

### 外部リンク

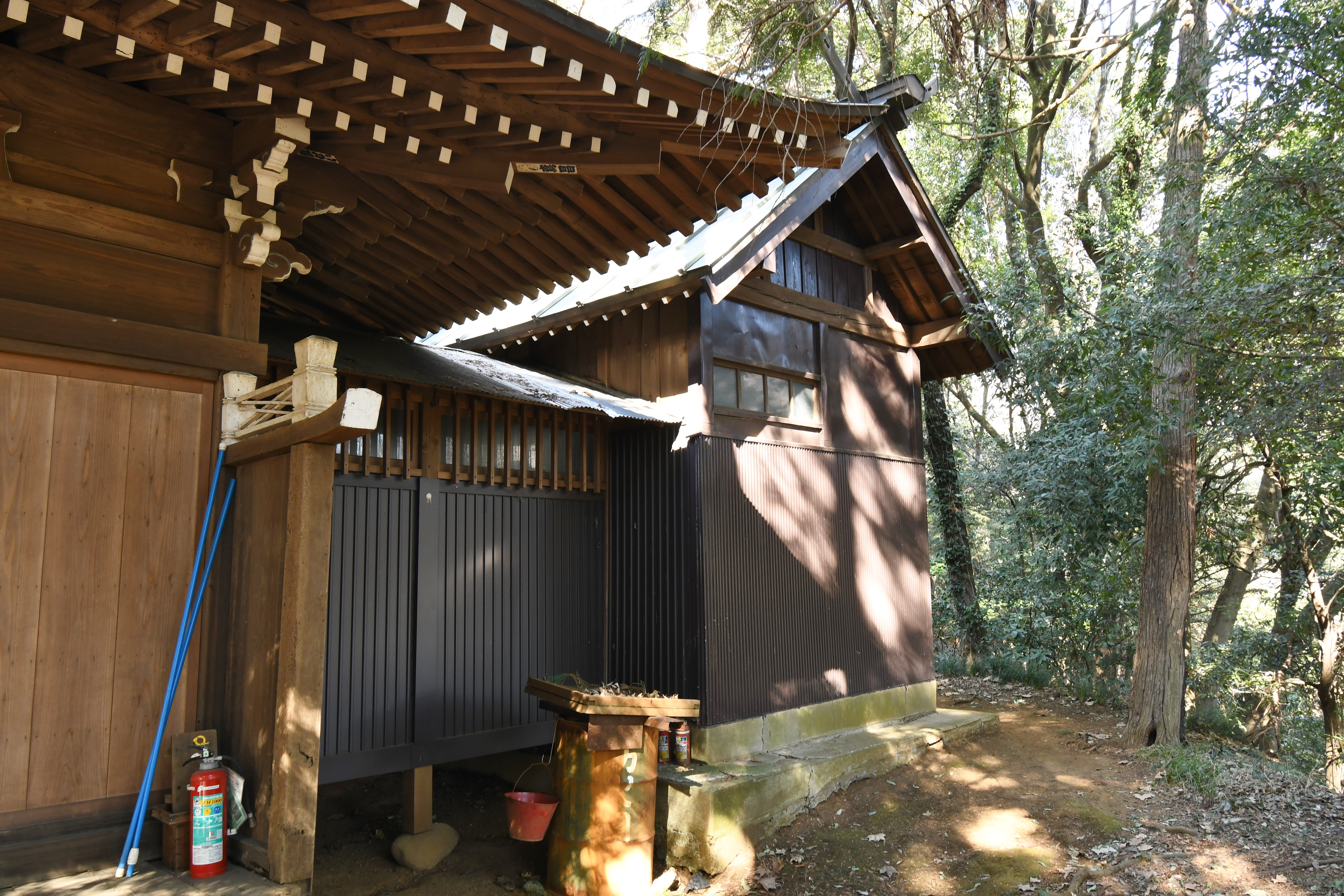
本殿
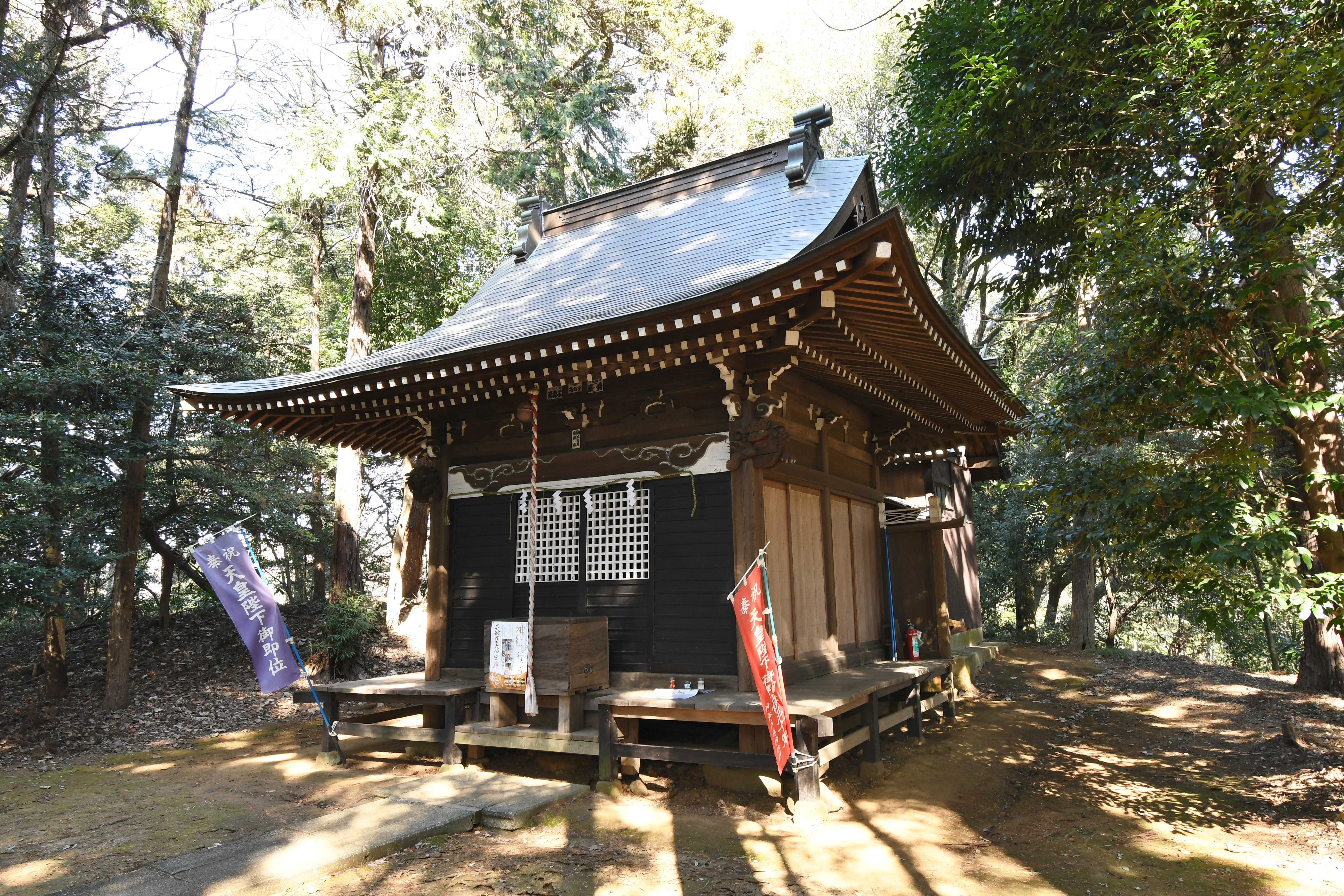
拝殿
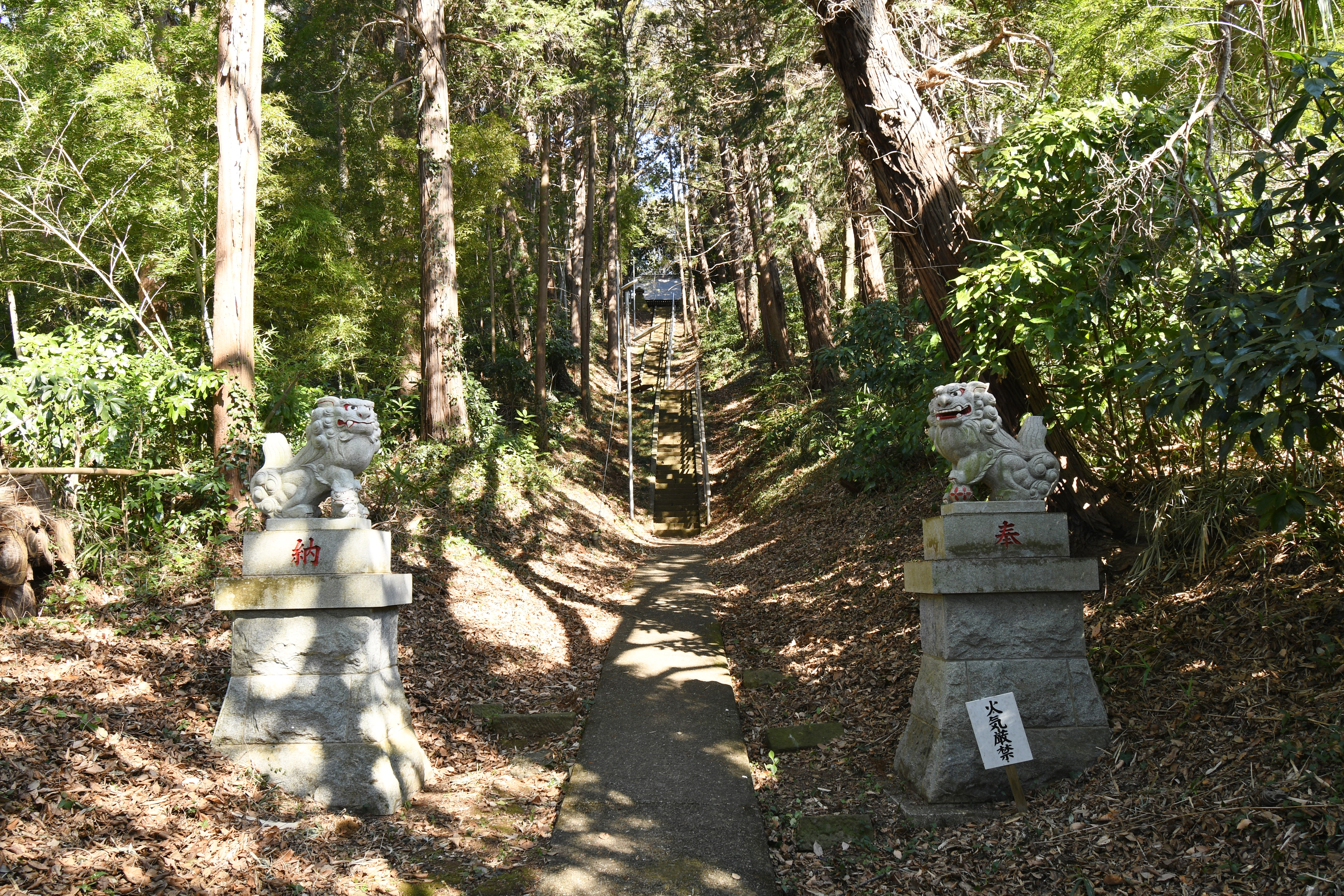
参道
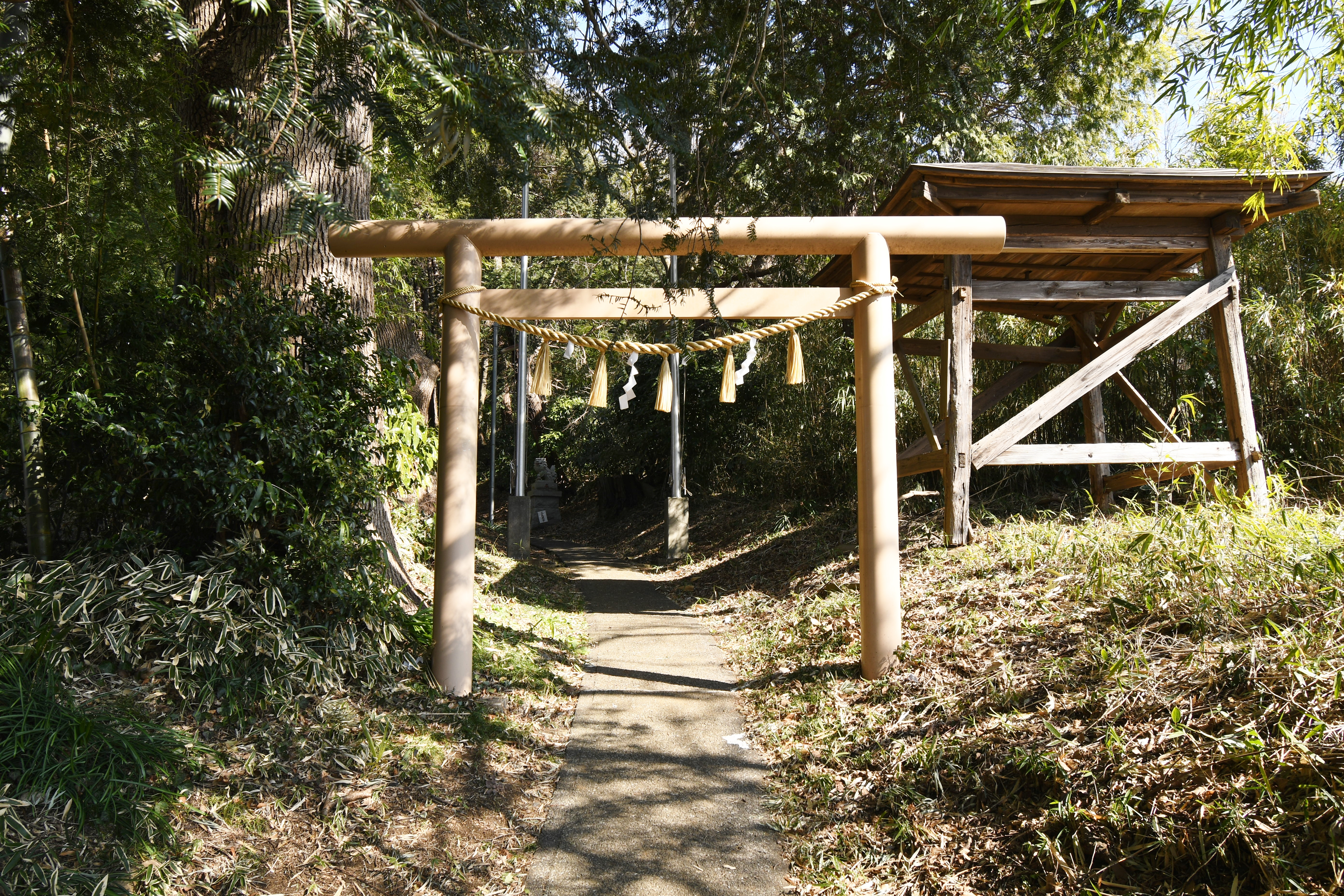
鳥居

### 参照
1. ↑  国土地理院の地図
2. ↑  守屋二郎「山梨東部の山 登山詳細図（東編）」
3. ↑  （1985年（昭和60年））「新編相模国風土記稿巻之119 村里部 津久井縣巻之4」『大日本地誌大系23 新編相模国風土記稿 第5巻』pp.353-356.雄山閣
4. ↑  永禄12年（1569年）に武田信玄が小田原を攻めたとき焼かれたが、その後、再建され今日に至っている。
5. ↑  （1988年（昭和63年））『大日本國誌 相模国 第3巻』pp.308-309.ゆまに書房
6. ↑  “石楯尾神社本殿-県重要文化財”.   相模原市役所 (2021年6月25日). 2023年6月11日閲覧。
7. ↑  “上野原駅発井戸行バス時刻表”.   富士急山梨バス (2023年5月17日). 2023年5月17日閲覧。
8. ↑  與瀬神社（神奈川県神社庁）

## 石楯尾神社 (相模原市南区)

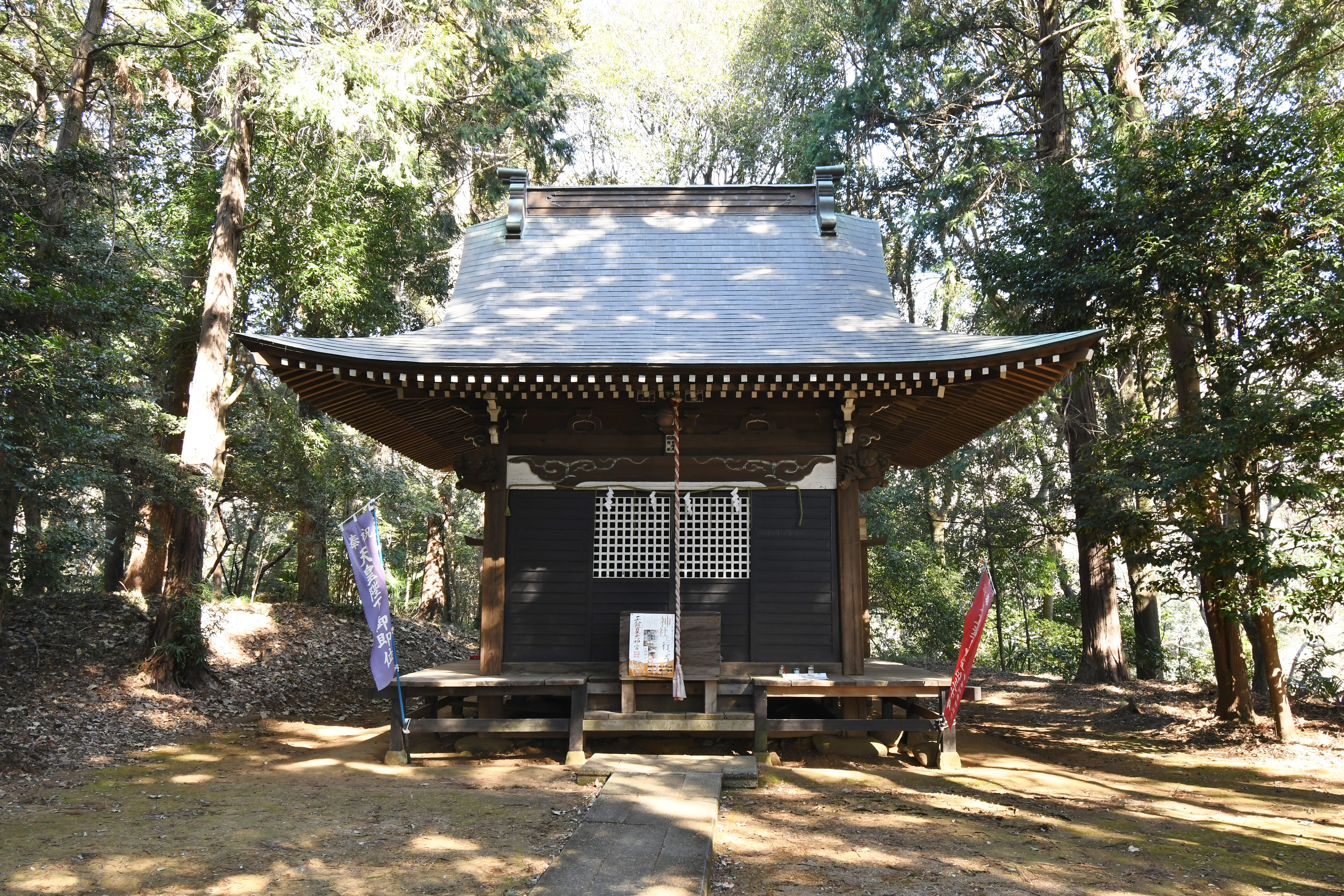
拝殿

### 所在地
神奈川県相模原市南区磯部2137

## 諏訪明神（座間市入谷西）

### 所在地
神奈川県座間市入谷西3-41-27

## 皇大神宮（藤沢市鵠沼）

### 石楯尾神社（境内末社）
神奈川県藤沢市鵠沼に鎮座する皇大神宮の境内末社。皇大神宮の社伝によると、現皇大神宮の建立以前に石楯尾神社があったとされる。

#### 祭神
- 石楯尾大神

#### 祭礼
- 5月17日 - 石楯尾神社例祭